# بروس اچ. بیلینگز
بروس اچ. بیلینگز (انگلیسی: Bruce H. Billings؛ زاده ۶ ژوئیه ۱۹۱۵ درگذشته ۲۱ اکتبر ۱۹۹۲) یک فیزیک‌دان در زمینه فیزیک نور و عینک‌ساز اهل ایالات متحده آمریکا بود.